# Rdeča ognjena mravlja
Rdeča ognjena mravlja (znanstveno ime Solenopsis invicta) je vrsta mravlje iz razširjenega rodu Solenopsis. Čeprav izvira iz Južne Amerike, je postala škodljivec na jugu ZDA, v Avstraliji, na Karibih, na Tajskem, v Tajvanu, na Filipinih, v Hong Kongu, v južnih kitajskih provincah Guangdong, Guangxi in Fujian ter v Macau (nekdanja portugalska kolonija, ki meji na provinco Guangdong). Rdeča ognjena mravlja je znana po bolečem in dražečem želu, ki pogosto pusti mehur na koži.